# Liste der Flughäfen in Ungarn
Dies ist eine Liste aller Flughäfen und Flugplätze in Ungarn.
Angegeben sind:
- Name bzw. Ort des Flughafens/Flugplatzes
- IATA-Code
- ICAO-Code
- Geographische Lage
- Höhe über dem Meeresspiegel in Meter und Fuß
- Start- und Landebahn: Länge und Breite in Meter
- Oberfläche der Piste

| Name                                         | Ort                                        | Lage                         | IATA-Code | ICAO-Code | Passagiere (2023) | Höhe           | Startbahn                                                                  | Oberfläche Startbahn  |
| -------------------------------------------- | ------------------------------------------ | ---------------------------- | --------- | --------- | ----------------- | -------------- | -------------------------------------------------------------------------- | --------------------- |
|                                              |                                            |                              |           |           |                   |                |                                                                            |                       |
| Internationale Flughäfen                     |                                            |                              |           |           |                   |                |                                                                            |                       |
| Flughafen Budapest Liszt Ferenc              | Budapest                                   | 47° 15′ 44″ N, 19° 9′ 15″ O  | BUD       | LHBP      | 14.701.080        | 151 m (495 ft) | 3010 × 45 m, 3707 × 45 m, 900 × 23 m                                       | asphaltiert           |
| Flughafen Debrecen                           | Debrecen                                   | 47° 29′ 20″ N, 21° 36′ 55″ O | DEB       | LHDC      | 306.000           | 109 m (358 ft) | 2500 × 40 m, 2500 × 40 m, 2500 × 90 m, 1000 × 100 m                        | 2 asphaltiert         |
| Flughafen Pécs-Pogány                        | Pécs                                       | ?                            | PEV       | LHPP      |                   | 198 m (648 ft) | 1500 × 30 m                                                                | asphaltiert           |
| Regionale Flughäfen / Öffentliche Flugplätze |                                            |                              |           |           |                   |                |                                                                            |                       |
| Meidl Airport                                | Fertőszentmiklós                           | 47° 35′ 1″ N, 16° 50′ 42″ O  | x         | LHFM      |                   | 134 m (440 ft) | 985 × 23 m                                                                 | asphaltiert           |
| Flughafen Győr-Pér                           | Győr                                       | 47° 37′ 38″ N, 17° 48′ 30″ O | QGY       | LHPR      |                   | 129 m (424 ft) | 2230 × 30 m, 1134 × 50 m                                                   | 1 asphaltiert, 1 Gras |
| Nyíregyháza                                  | Nyíregyháza                                | ?                            | x         | LHNY      |                   | 103 m (338 ft) | 1000 × 20 m, 1000 × 60 m                                                   | 1 asphaltiert         |
| Flughafen Hévíz-Balaton                      | Sármellék                                  | 46° 41′ 11″ N, 17° 9′ 33″ O  | SOB       | LHSM      |                   | 124 m (408 ft) | 2500 × 60 m, 1000 × 45 m, 30 × 45 m                                        | 2 asphaltiert         |
| Siófok-Kiliti                                | Siófok                                     | ?                            | x         | LHSK      |                   | 123 m (404 ft) | 2000 × 50 m, 2000 × 50 m, 2000 × 140 m                                     | unasphaltiert         |
| Flugplatz Börgönd                            | Székesfehérvár                             | 47° 7′ 25″ N, 18° 29′ 55″ O  | x         | LHBD      |                   | 80 m (252 ft)  | 1200 × 20 m                                                                | Gras                  |
| Szeged                                       | Szeged                                     | ?                            | x         | LHUD      |                   | 80 m (252 ft)  | 1500 × 50 m, 1500 × 50 m, 1200 × 50 m                                      | asphaltiert           |
| Militärische Flugplätze                      |                                            |                              |           |           |                   |                |                                                                            |                       |
| Militärflugplatz Kecskemét                   | Kecskemét                                  | -                            | -         | LHKE      |                   | 115 m (376 ft) | Taxiway 2499 × 20 m, Runway 2499 × 60 m (befestigt)                        | asphaltiert           |
| Luftwaffenstützpunkt Pápa                    | Pápa                                       | 47° 21′ 50″ N, 17° 30′ 2″ O  | -         | LHPA      |                   | 148 m (485 ft) | Taxiway 2400 × 20 m, Runway 2400 × 60 m (befestigt)                        | asphaltiert           |
| Militärflugplatz Szolnok                     | Szolnok                                    | -                            | -         | LHSN      |                   | 98 m (322 ft)  | Taxiway 2000 × 20 m, Runway 2000 × 70 m (befestigt) und 2000 × 50 m (Gras) | 1 asphaltiert, 1 Gras |
| Militärflugplatz Taszár                      | Taszár                                     | -                            | -         | LHTA      |                   | 160 m (526 ft) | Taxiway 2500 × 20 m, Runway 2500 × 60 m (befestigt)                        | asphaltiert           |
| MH Tököl Bázisrepülőtér                      | Tököl (nahe Budapest)                      | -                            | -         | k. A.     |                   | k. A.          | Taxiway k. A. Runway k. A.                                                 | k. A.                 |
| MH Szentkirályszabadja Bázisrepülőtér        | Szentkirályszabadja (nördlich des Balaton) | -                            | -         | k. A.     |                   | k. A.          | Taxiway k. A. Runway 2000 × 60 m (befestigt)                               | k. A.                 |

Worterklärung:
- MH = Magyar Honvédség = Ungarische Streitkräfte
- Repülőbázis = Luftwaffenbasis
- Bázisrepülőtér = Basisflugplatz, im Sinne von „Ersatzbasis“
- Helikopterezred = Hubschraubergeschwader

## Nicht-öffentliche Flugplätze
- Balatonkeresztur (LHBK) N464149 E0172340 Höhe: 110 m (360 ft) Startbahn: 700 × 30 m (Gras)
- Békéscsaba (LHBC) N464034 E0210954- Höhe: 90 m (295 ft), Startbahn: 1500 × 30 m (unbefestigt), 1500 × 30 m (unbefestigt), 800 × 200 m (unbefestigt)
- Budaörs (LHBS) – Höhe: 126 m (413 ft), Startbahn: 980 × 60 m (unbefestigt), 750 × 40 m (unbefestigt)
- Dunakeszi (LHDK) – Höhe: 126 m (413 ft), Startbahn: 800 × 500 m (unbefestigt)
- Dunaújváros (LHDV) – Höhe: 123 m (404 ft), Startbahn: 950 × 60 m (unbefestigt)
- Esztergom (LHEM) – Höhe: 113 m (371 ft), Startbahn: 1000 × 80 m (unbefestigt)
- Farkashegy (LHFH) – Höhe: 215 m (705 ft), Startbahn: 1000 × 200 m (unbefestigt)
- Gödöllő (LHGD) – Höhe: 218 m (715 ft), Startbahn: 1000 × 100 m (unbefestigt)
- Gyöngyös Pipishegy (LHGY) – Höhe: 350 m (1148 ft), Startbahn: 760 × 20 m (unbefestigt)
- Hajdúszoboszló (LHHO) – Höhe: 102 m (335 ft), Startbahn: 1000 × 50 m (unbefestigt), 800 × 50 m (unbefestigt)[1]
- Hármashatár-hegy (Budapest) (LHHH) – Höhe: 296 m (961 ft), Startbahn: 1000 × 100 m (unbefestigt)
- Jakabszállás (LHJK) – Höhe: 111 m (364 ft), Startbahn: 600 × 18 m (unbefestigt), 1000 × 30 m (unbefestigt)
- Kaposújlak (LHKV) – Höhe: 156 m (512 ft), Startbahn: 610 × 18 m (befestigt), 1200 × 200 m (unbefestigt)
- Kecskéd (LHKD) – Höhe: 174 m (571 ft), Startbahn: 1200 × 50 m (unbefestigt), 1000 × 50 m (unbefestigt)
- Kiskunfélegyháza (LHKH) – Höhe: 97 m (318 ft), Startbahn: 758 × 160 m (unbefestigt), 536 × 100 m (unbefestigt)
- Miskolc (MCQ, LHMC) – Höhe: 119 m (390 ft), Startbahn: 850 × 100 m (unbefestigt), 800 × 100 m (unbefestigt)
- Szentes (LHSZ) – Höhe: 84 m (276 ft), Startbahn: 750 × 150 m (unbefestigt)
- Szolnok-Szandaszölös (LHSS) – Höhe: 85 m (279 ft), Startbahn: 1050 × 200 m (unbefestigt)
- Szombathely (LHSY) – Höhe: 223 m (732 ft), Startbahn: 1600 × 500 m (unbefestigt)